# Alectrurus risora
Alectrurus risora là một loài chim trong họ Tyrannidae.